# Narvai kultúra
A narvai kultúra, vagy más néven a kelet-balti kultúra (i. e. 5300 körül – i. e. 1750-ig) európai középső kőkorszaki régészeti kultúra volt, amely a napjainkban Észtország, Lettország, Litvánia, továbbá Lengyelország, Fehéroroszország (a korábbi Kelet-Poroszország), valamint Oroszország nyugati részén a Kalinyingrádi területen volt elterjedt. A mezolitikus kunda kultúra utódaként a narvai kultúra egészen a korai bronzkor kialakulásáig fennmaradt. Technológiai szintjüket a vadászó-gyűjtögető életmód jellemezte. A kultúra nevét az Észtországban elhelyezkedő Narva folyóról kapta.

## Technológia és kézművesség
A narvai kultúra emberei nem jutottak nagyobb mennyiségű kovakőhöz, ezért meg kellett őrizniük, illetve cserekereskedelem során kellett ahhoz hozzájutniuk. Példának okáért rendkívül kevés számú kovakő nyílhegy maradt fenn innen, továbbá a kovakövet gyakorta újra felhasználták. A narvai kultúra főleg helyben hozzáférhető anyagok felhasználásán alapult, mint, amilyenek például a csontok, szarvak, a csillámpala voltak. A kereskedelem jelenlétének bizonyítékául a régészek rózsaszínű kovaköveket találtak, melyek a Valdaj-hátság területéről kerültek elő, továbbá számos, a narvai kultúrára jellemző edény került elő a neman kultúra elterjedési területéről, míg a narvai kultúra elterjedési területéről nem kerültek elő a neman kultúrához tartozó jellegzetes tárgyi emlékek. A csontok, valamint szarvak jelentős használata meglehetősen jellemző a narvai kultúra anyaghasználatára. A csonteszközök használata a korábbi kunda kultúra idejéből eredeztethető, amely a kőkor során az egyik legjobb bizonyíték arra, hogy a kultúrák közti folytonosság megtalálható és létező dolog.
Temetkezési szokásaik közé tartozott az, hogy a halottaikat a hátukon fekve temették el, néhány temetkezési tárgy kíséretében. A narvai kultúrában már felhasználták a kereskedelem során hozzájuk került borostyánköveket, melyek közül a Litvániában fekvő Juodkrantė falu közeléből került elő néhány száz darabból álló leletegyüttes. Az egyik leghíresebb kézműves emlék ebből a korból a Šventojiban, Litvánia területén talált faragott ünnepi alkalmakkor használt szarv, ami egy nőstény vapiti koponyájából nőtt ki.
Az emberek elsődlegesen horgászattal, vadászattal, valamint gyűjtögetéssel foglalkoztak. A neolitikum közepétől kezdve az állattartás is kezdett megjelenni. Nem nomád életmódot folytattak az itt élők, hanem hosszabb időszakokat töltöttek el az általuk megépített településeken, amit az egy egy kisebb területről bőségesen előkerült kerámiadarabok, továbbá korabeli szemétdombok is mutatnak. Ezen felül a horgászatukat segítő szerkezetek maradványai kerültek elő a helyi vizekből, ami szintén a letelepedést és a hosszabb időben egy helyen folytatott életvitelüket bizonyítja. A kerámiakészítésük hasonló jellegzetességeket mutat, mint a fésűs kerámiakultúra, de sajátos jellemzői vannak. Az egyik legjellemzőbb ezek közül az volt, hogy az agyagból gyártott kerámiáik anyagát gyakorta csigaházak összetört darabjaival vegyítették el. A kerámiákon 6-9 cm széles agyagcsíkok voltak, valamint minimális díszítés volt azok pereménél. Edényeik gyakorta szélesek és nagyok voltak, gyakran szélességük és magasságuk megegyezett egymással. Ezek alja lekerekített, vagy hegyes volt és csak a legkésőbbi korszakból származó kerámiáiknál jelent meg a lapos alj. A középső kőkorszak közepétől kezdve a narvai kultúra kerámiakészítési hagyományaira a zsinegdíszes kerámia kultúrája kezdett el egyre nagyobb hatással lenni és a korszak vége felé a narvai kultúra fokozatosan beolvadt a zsinegdíszes kerámia kultúrájába, míg végül el nem tűnt.

## Régészeti múlt és kutatás
Hosszú időn keresztül a régészek úgy gondolták, hogy a terület első lakosai a finnugor népek voltak, akiket a zsinegdíszes kerámia kultúrájának népei űztek északra. 1931-ben a lett régész, Eduards Šturms volt az első kutató, aki megjegyezte, hogy a lettországi Zebrus-tónál talált kerámiák jelentősen különböznek a korábban finnugornak vélt leletektől, ebből eredően egy teljesen külön régészeti kultúra fennmaradt leleteit képezik. Az 1950-es évek elején a Narva-folyó környékén több kőkori település maradványai is előkerültek a föld alól. Lembit Jaanits és Nina Gurina csoportosította egybe az itt talált leleteket a Baltikum keleti részein talált további hasonló leletekkel és ők voltak azok, akik elsőként jellemezték narvai kultúra néven önálló kultúraként e leleteket.
Eleinte úgy gondolták a régészek, hogy a narvai kultúra véget is ért a zsinegdíszes kerámia kultúrájának megjelenésével. Ugyanakkor az újabb keletű ásatások kitolják a narvai kultúra fennállásának idejét a korai bronzkor idejéig. Ahogy a narvai kultúra megélt számos ezredfordulót és közben jelentős területen terjedt el, úgy a régészeknek is egyre fontosabbá válik az, hogy további időszakokra, illetve területi egységekre bontsák e kultúra nyomait. Példának okáért Litvániában két területre bontják e kultúra elterjedését, a neman kultúra befolyásolása alá került déli narvai kultúrára, illetve a Šventoji közelében talált települések által kijelölhető nyugati narvai kultúrára. Akadémikusok firtatják, hogy vajon melyik népcsoport lehetett a narvai kultúrában a legjelentősebb befolyással bíró. A finnugor népek, vagy más europid népcsoportok voltak-e, akik megelőzték az indo-európaiak betelepülését? Az továbbra sem tisztázott, hogy a narvai kultúra hogyan maradhatott fenn ennyi ideig a zsinegdíszes kerámia kultúrájának felbukkanását követően, melyet az indo-európaiak hoztak magukkal.

## Fordítás
Ez a szócikk részben vagy egészben  a   Narva culture című angol Wikipédia-szócikk ezen változatának fordításán alapul.  Az eredeti cikk szerkesztőit annak laptörténete sorolja fel. Ez a jelzés csupán a megfogalmazás eredetét és a szerzői jogokat jelzi, nem szolgál a cikkben szereplő információk forrásmegjelöléseként.